# Ringbahnbrücke (Autobahndreieck Funkturm)
Die Ringbahnbrücke am Autobahndreieck Funkturm war bis zum Frühjahr 2025 die Überquerung der darunter verlaufenden Gleise der Berliner Ringbahn durch die Richtungsfahrbahn Wedding der Bundesautobahn 100 im Berliner Ortsteil Charlottenburg.

## Geschichte
Die Ringbahnbrücke wurde 1963 erbaut und musste im Frühjahr 2025 wegen Baufälligkeit abgerissen werden.
Die Brücke wurde am 19. März 2025 wegen Baufälligkeit komplett gesperrt, nachdem sie schon seit dem 6. März 2025 nur noch einspurig befahrbar war. An dieser Stelle trifft die Überfahrt von der A 115 im Dreieck Funkturm auf die A 100 in Richtung Norden. Aus diesem Grund musste auch diese Überfahrt gesperrt werden. Der Rückbau der Ringbahnbrücke sollte spätestens bis zum 25. April 2025 abgeschlossen sein und erfolgte bis zum 28. April 2025. Von der A 115 ist es seither nur noch möglich, auf die andere Richtungsfahrbahn der A 100 in Richtung Neukölln zu fahren.
Unterhalb der Brücke liegt ein Teil der Kleingartenkolonie der Bahn-Landwirtschaft Charlottenburg. Der nördliche und der südliche Teil des Westkreuzareals sollten nach Planungen des Bezirks zu einem Westkreuzpark entwickelt werden. Durch Abriss und Neubau der Brücke fielen acht Kleingärten dauerhaft weg.
Ab dem 27. März 2025 war auch der S-Bahn-Verkehr auf der Ringbahntrasse, der unter dieser Brücke hindurchführt, an dieser Stelle unterbrochen und die Nutzung der naheliegenden Kleingärten wurde untersagt. Am 3. April 2025 begannen die Abrissarbeiten an der irreparablen Brücke. Am 16. April war das Bauwerk weitgehend abgerissen. Nach Zerkleinerung und Abtransport des Schutts wurde am 28. April 2025 mit Betriebsbeginn der Bahnverkehr auf der Ringbahn wieder aufgenommen.
Ein Neubau wird voraussichtlich nicht vor Ende 2027 fertiggestellt sein.

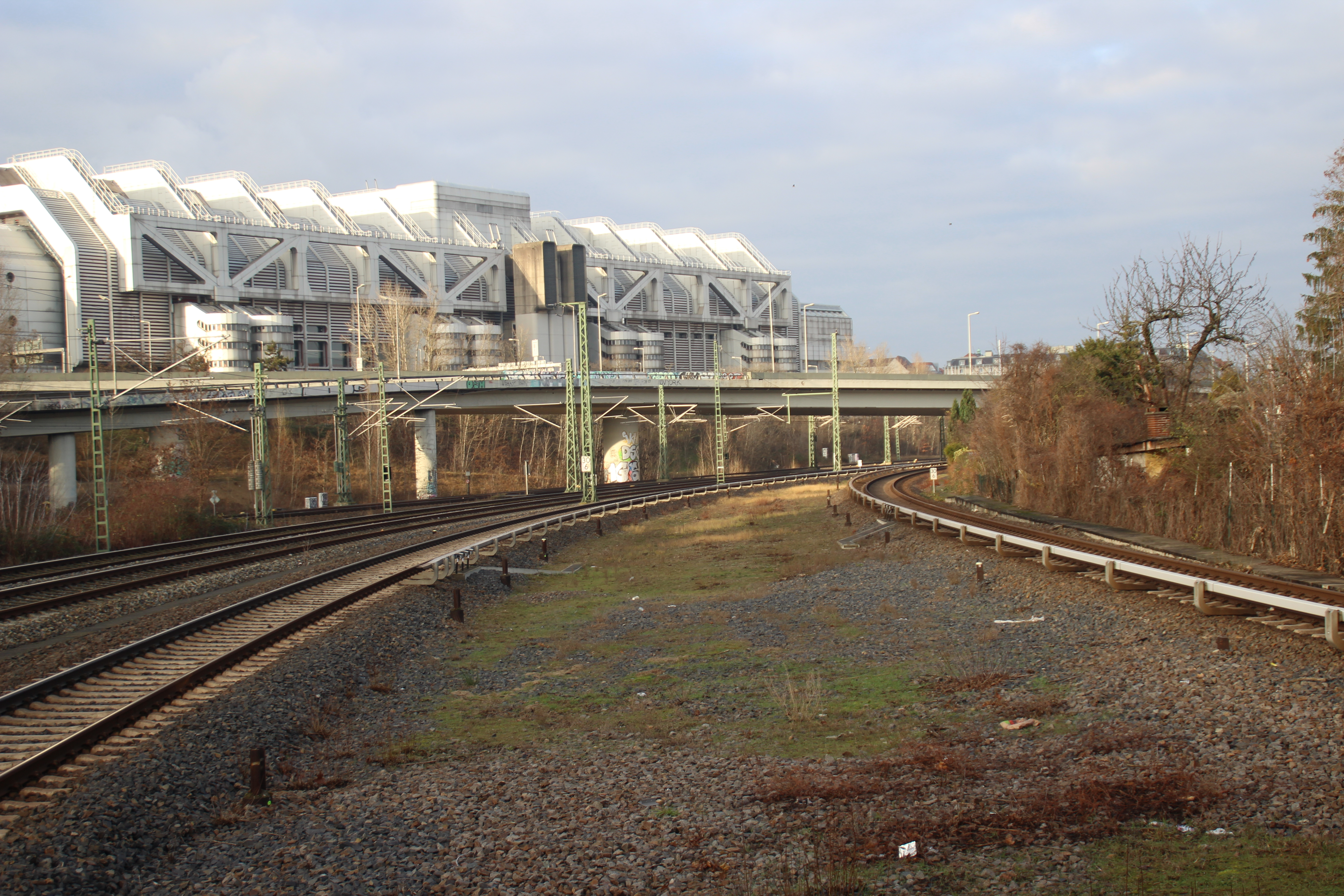
Die Brücke gesehen vom Bahnhof Westkreuz, 2021
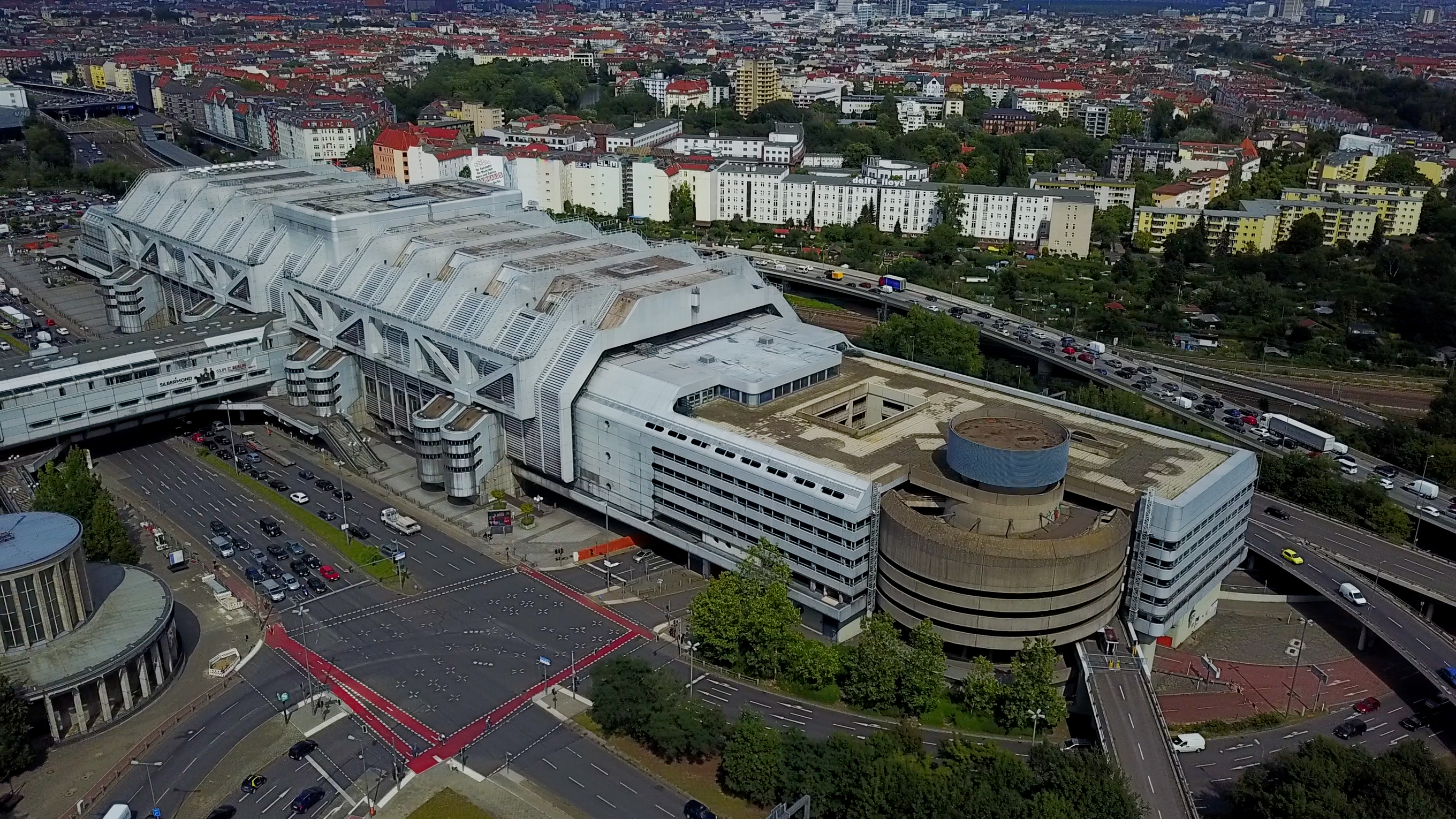
Die stark befahrene Brücke hinter dem ICC Berlin, 2017
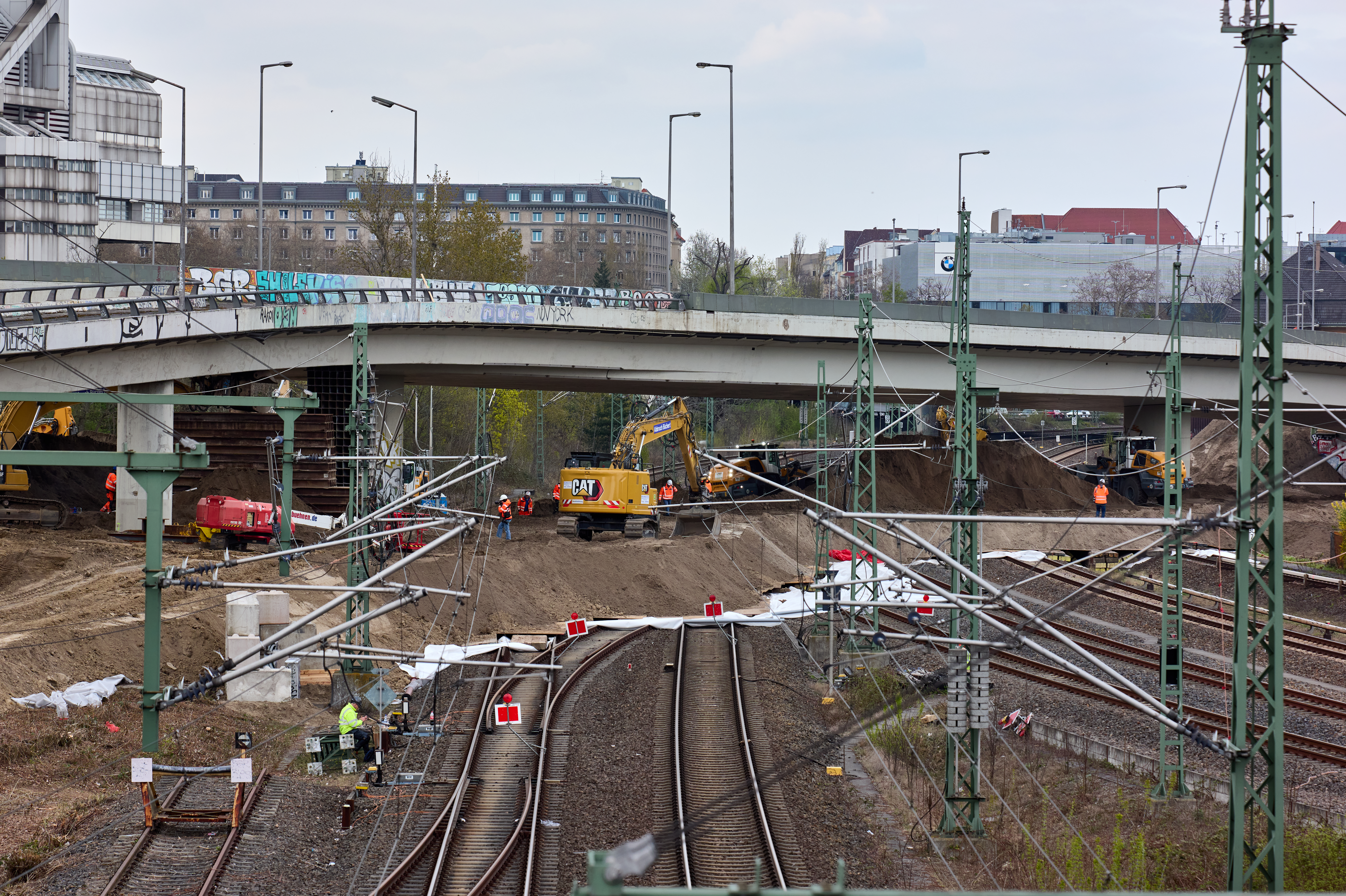
Baustelle am 11. April 2025
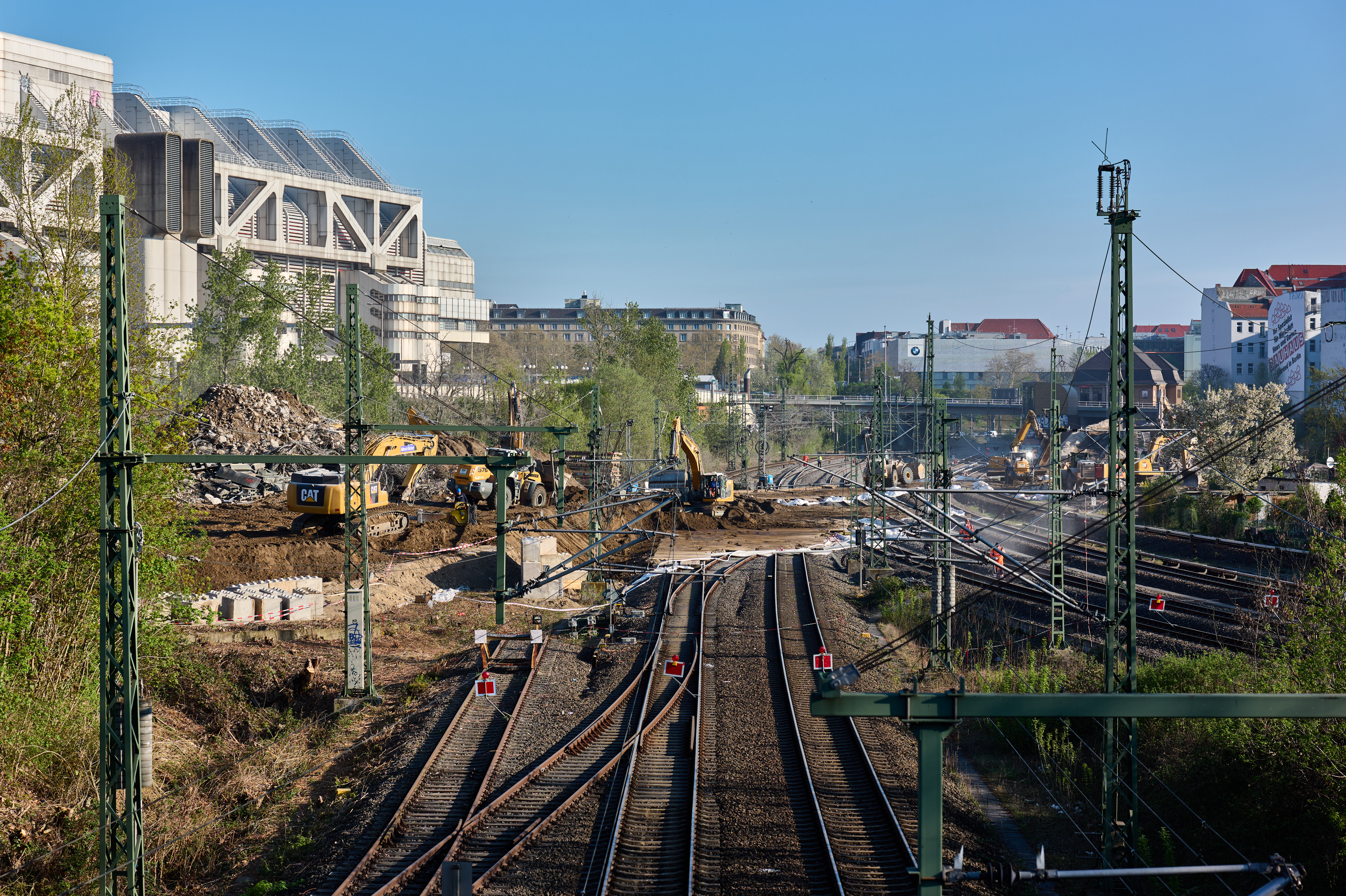
Baustelle am 16. April 2025